# ذهب مع الريح (فلم)
ذهب مع الريح (بالإنجليزية: Gone with the Wind) فلم أُنتِج في عام 1939 عن رواية مارغريت ميتشل الشهيرة ذهب مع الريح. فاز الفلم بِـ 8 جوائز أوسكار، واختاره معهد الفلم الأمريكي ليكون الرابع في قائمة الأفلام الأمريكية المائة الأفضل في القرن العشرين، وحتي عام 2006 أصبح الفلم ثاني أعلى الأفلام إيراداً في تاريخ السينما الأمريكية.
في يونيو 2020 سحبت شبكة اتش بي أو ماكس الفلم من جدول البرامج، على خلفية احتوائه على مشاهد معادية للأمريكيين من أصول أفريقية، وتصنف عنصرية. واعتبر الفلم من قبل أكاديميين أنه يحرف التاريخ، ولا يرد الاعتبار لضحايا العبودية.

## القصة
تدور قصة الفلم، كما تفعل الرواية، حول انعكاسات الحرب الأهلية الأمريكية على المزارعين الجنوبيين، وصعود المجتمع الصناعي مع فرض قيم المنتصرين، تحرير العبيد، وانهيار المجتمع الإقطاعي. وتأثير ذلك على الأفراد عبر قصص حب متشابكة محورها البطلة الجنوبية سكارليت أوهارا التي تُحب أحد ورثة الإقطاع في الجنوب آشلي ويلكس، والذي لا يُبادلها الحب بدوره، لتتزوج من تشارلز هاملتون أخو زوجة ويلكس ميلاني، لتبقى بقرب حبيبها. ومن ثم ظهور البطل المغامر ريت بتلر الذي يحب سكارليت، لكنها لا تفطن لذلك إلا في النهاية، بعد أن يتركها، رغم أنها تزوجته.
يبدأ الفلم في مزرعة قطن تُسمى تارا في ولاية جورجيا الأمريكية عام 1861 عشية الحرب الأهلية الأمريكية، حيث تظهر سكارليت أوهارا، الابنة الكبرى لمهاجر إيرلندي يُدعى جيرالد أوهارا (مالك مزرعة تارا)، مع أمها إيلين، وتبدو مستاءة جداً بسبب خطبة آشلي ويلكس لقريبته ميلاني هاملتون.
في الحفلة الكبيرة تلتقي سكارليت بالبطل ريت بتلر (كلارك غيبل)، الذي تدور حوله الفضائح، ويتقرب منها، كما تدور نقاشات حول نتائج الحرب الأهلية، يقول فيها بتلر أن الحرب ستنتهي لمصلحة الشمال بسبب تقدمه الصناعي، وتقرر سكارليت أن تتزوج تشارلز هاملتون، شقيق ميلاني، لتبقى قريبة من آشلي.
يذهب آشلي وتشارلز إلى الحرب، ويبقى ريت بتلر ليعمل في التهريب. يموت تشارلز هاملتون بالتهاب صدري فتصبح سكارليت أرملة، غير أنها تتصرف بما لا يلائم وضعها، ويظهر حين ذاك انجذاب ريت بتلر الشديد لها، كما يظهر معدنه الشجاع.
تضطر سكارليت إلى الهروب من مزرعتها إلى مدينة آمنة، فتستعين بريت ليساعدها، وتآخذ ميلاني وطفلها الذي ولدته ميلاني قبل أن يرحلا إلى المدينة. ويذهب ريت للانضمام إلى جيش الجنوب المنهزم، فيقاتل، ويأسره جنود الشمال.
تموت والدة سكارليت، وتصبح مسئولة عن أختيها، وعن ميلاني زوجة آشلي، فتعود بهم جميعاً إلى تارا حيث يعانون الجوع، وتحاول اللجوء إلى ريت، لكنها تخدعه فيبتعد عنها، وتضطر للاعتماد على نفسها في إعالة الأسرة، والخدم، والعودة بالمزرعة إلى الحياة، خصوصاً بعد وفاة والدها جيرالد أوهارا الذي عانى من خبال قبل ذلك بسبب تأثير الحرب المدمر على الجنوب.
تساعد ميلاني الجنود العائدين، وفي ذات يوم، يعود آشلي، وتعود مشاعر سكارليت إلى حرارتها القديمة، لكنها تتزوج فرانك كينيدي، حبيب أختها سوالين، طمعاً في أعماله المزدهرة، وتصبح سيدة أعمال ذات شأن. تتسبب سكارليت في مقتل زوجها الثاني كينيدي بعد خروجه مع آشلي ويلكس وآخرين لتأديب السود الذين حاولوا الاعتداء عليها عند عبورها منطقة خطيرة، حيث ينقذها عبد والدها السابق الشهير ببيغ سام، وتطاردهم الشرطة غير أن ريت بتلر يتدخل لإنقاذ من بقوا أحياء ويرسلهم إلى منزل صديقته سيئة السمعة بيل واتلنغ حفاظاً عليهم من استجواب الشرطة، ولا تأبه سكارليت بمصير زوجها المتوفى حيث تواصل أعمالها بشكل متصل، وتواصل تعلقها بآشلي ويلكس الذي تعطيه عملاً في ورشتها.
يكثر ريت بتلر من المجيء لزيارة سكارليت، ويحوم حولها، ثم يعترف لها في النهاية بحبه ويطلب منها أن تتزوجه، ويقيم معها في قصر كبير بناه لها، ويبدأ في تحسين صورته وسمعته بين الناس بالمساهمة في نشاطات المجتمع بشكل دائم، وتلد سكارليت له ابنة يسميها بوني بلو بتلر، ويستقيم تماماً لأجل أن يكسب سمعة جيدة لابنته. تستمر سكارليت في إهمالها الشديد لزوجها وابنتها، فيغادر بعد سنوات برفقة بوني إلى بريطانيا، لكنه يضطر إلى العودة فيما بعد بسبب شوق بوني إلى أمها، وتستقر الأمور بينهما، حيث يبدو أن علاقتهما في سبيلها إلى التحسن، غير أن سقوط بوني بلو من على حصانها وموتها بكسر عنقها (كما حدث لجدها جيرالد أوهارا) يصيب ريت بتلر بصدمة عنيفة تدفعه إلى ترك سكارليت.
تأتي ميلاني هاملتون لتعزية سكارليت وريت والإصلاح بينهما، غير أنها تسقط محتضرة وهي حامل، وتوصي سكارليت بالاعتناء بزوجها آشلي لأجلها، كما اعتنت بها من قبل لأجله، وحين تخرج سكارليت لرؤية آشلي تجده يبكي على ميلاني ويقول أنها كل شيء بالنسبة إليه، فتكتشف أخيراً أنها قضت حياتها في مطاردة وهم، وتكتشف أنها تحب ريت حقاً، وأنها تريد بقاءه.
يرفض ريت البقاء، وحين تسأله ماذا ستفعل؟ ومن سيهتم بها؟.. يجيبها بأنه لا يأبه على الإطلاق ويغادر تاركاً إياها منهارة على درج القصر الكبير، وبين دموعها الغزيرة تتذكر سكارليت كلام أبيها وريت وآشلي عن مزرعة تارا التي تملكها الآن، فتقرر العودة إليها والاستقرار فيها لتبدأ من جديد، ومن ثم تفكر في كيفية استعادة ريت، وتقول: غداً يوم آخر. لينتهي الفلم بها واقفة في شموخ.

## الإنتاج
قرر المنتج ديفد أو. سيلزنيك، رئيس شركة أفلام سيلزنيك العالمية، شراء حقوق رواية ذهب مع الريح لإنتاج فلم مبني عليها بعد أن أقنعه بذلك محرر قصصه كاي بروان بعد شهر واحد من نشر الرواية في يونيو 1936، واشتراها سيلزنيك بمبلغ 50.000 دولار أمريكي. وهو سجل قياسي في ذلك الوقت. قُدم الجزء الأكبر من الدعم المالي للفلم بواسطة شريك سيلزنيك في العمل جون هاي ويتني، مستثمر أصبح فيما بعد سفيراً للولايات الأمريكية المتحدة.
اختيار الممثلين للدورين الرئيسيين أصبح مسعى معقداً دام عامين. والكثير من الممثلات الشهيرات أو القريبات من الشهرة أدين تجارب في الأستوديو، أو أخذن بعين الاعتبار لأداء دور سكارليت، ومنهن: كاثرين هيبورن ونورما شيرير وبيتي ديفز وباربارا ستانويك وجوان كراوفورد ولانا تيرنر وسوزان هاوارد وكارول لومبارد وإيرين دوني وميريل أوبيرون وإدا لوبينو وجوان فونتين ولوريتا يونغ وميريام هوبكينز وتالولا بانكهيد وفرانسيس دي ولوسيل بول.
أربع ممثلات، من ضمنهن جين آرثر وجوان بينيت، كن لا يزلن في الاعتبار لأداء الدور بحلول ديسمبر 1938. وتأهلت اثنتان فقط لتصبحا المرشحتين النهائيتين،بوليت غودارد وفيفيان لي، فاختبرتا بتقنية تكنيكلور في 20 ديسمبر. وكان سيلزنيك مقتنعا بفيفيان لي؛ ممثلة إنجليزية شابة معروفة بعض الشيء في أمريكا، في دور سكارليت منذ فبراير 1938 بعد أن شاهدها في النار فوق إنجلترا وأمريكي في أوكسفورد. كان وكيل لي هو ممثل لندن لوكالة مايرون سيلزنيك للمواهب (التي يديرها شقيق ديفد سيلزنيك، وأحد ملاك سيلزنيك العالمية)، وطلبت في فبراير أن يتقدم باسمها لأداء دور سكارليت. وبحلول صيف 1938 كانت شركة سيلزنيك تفاوض ألكساندر كوردا الذي كانت لي مرتبطة بعقد معه. ولأسباب دعائية رتب ديفد سيلزنيك لقاءه الأول معها ليكون ليلة 10 ديسمبر 1938، عند تصوير فلم حريق محطة أطلانطا. وكانت القصة التي اخترعت للصحافة هي أن لي ولورنس أوليفيه كانا يزوران الاستوديو فقط كضيفين لمايرون سيلزنيك الذي كان أيضاً وكيل أوليفيه، وأن لي كانت في هوليوود أملاُ في الحصول على دور في فلم لورنس أوليفيه مرتفعات ويذرنغ. وفي رسالة لزوجته بعد يومين، اعترف سيلزنيك بأن لي كانت «الحصان الأسود لسكارليت»، وبعد سلسلة من اختبارات الشاشة، أُعلِن اختيارها لأداء الدور في 13 يناير 1939.
لدور ريت بتلر، كان كلارك غيبل المرشح الفوري المفضل للجمهور وسيلزنيك معاً. لكن سيلزنيك لم يكن مرتبطاً بعقد مع نجم، لذا كان عليه أن يتفاوض لاستعارة ممثل من استوديو آخر. ولذا كان غاري كوبر اختياره الأول، لأن عقد كوبر مع سأمويل غولدوين يتضمن شركة توزيع معروفة، يونايتد آرتيستس، التي كان لسيلزنيك معها ثمان صفقات لأفلام. وعلى أي حال؛ بقي سيلزنيك غير ملتزم في المفاوضات. عرضت ورنر بروز حزمة من بيتي ديفز، إيرول فلين، وأوليفيا دوهافيلاند للدور الرئيسي مقابل حقوق التوزيع. لكن سيلزنيك في ذلك الحين كان مصمماً على نيل كلارك غيبل، وفي النهاية وجد طريقة لاستعارته من شركة ميترو غولدوين ماير. فقد عرض صهر سيلزنيك، رئيس مترو غولدوين ماير لويس ب. ماير، في مايو 1938 المساهمة بنصف ميزانية الفلم مقابل خمسين بالمائة من الأرباح تذهب إلى مترو غولدوين ماير، واحتكار حقوق توزيع الفلم لإحدى شركات ماير، لويز إنك، مقابل 15% من الدخل. وقبل سيلزنيك العرض في أغسطس، ثم انضم غيبل إلى الطاقم، لكن ترتيبات الإصدار عبر مترو غولدوين ماير أخرت بدء الإنتاج إلى أن أنهت سيلزنيك العالمية عقود أفلامها الثمانية مع يونايتد آرتيستس.
بدأ التصوير الأساسي في 26 يناير 1939، وانتهى في 27 يونيو من نفس العام، مع أعمال قبل إنتاج (تضمنت النسخة الخامسة من مشهد الافتتاح) امتد إلى 11 نوفمبر 1939. استبدل المخرج جورج كوكر الذي ربطته علاقة عمل طويلة بالمنتج سيلزنيك، وأمضى عامين في إنتاج ذهب مع الريح، بعد أقل من ثلاثة أسابيع على بدء التصوير. واستدعي مكانه فيكتور فليمنغ الذي أنهى لتوه إخراج ساحر أوز من قبل ميترو غولدوين ماير لإكمال الفلم، بالرغم من أن كوكر تابع بشكل خاص تدريب لي ودوهافيلاند. وعمل سام وود لأسبوعين في مايو لتصوير الفلم عندما غادر فليمنغ الإنتاج مؤقتاً بداعي الإرهاق.

## ردود الفعل
عندما سألت الصحافة ديفد سيلزنيك في سبتمبر عن شعوره إزاء الفلم، أجاب قائلاً: «في الظهيرة أعتقد أنه إلهي، وفي منتصف الليل أعتقد أنه تافه. أحياناً أعتقد أنه أعظم فلم في التاريخ. لكن، إذا كان مجرد فلم عظيم فقط، سأظل راضياً.»
عندما عرض الفلم قبل انتهائه على عينة محدودة من الجمهور لقياس ردة فعله في 9 سبتمبر 1939، هلل الجمهور بشدة عندما ظهر اسم مارغريت ميتشل، ومن ثم اسم المنتج سيلزنيك، الفلم الذي قرؤوا عنه الكثير خلال عامين صار أخيراً واقعاً.
بعد الفلم، كان هناك احتفاء هائل به وبصناعه. حصل الفلم على معدلات تقييم عالية بشكل غير عادي، وتوسل المشاهدون لئلا يقص منه أي جزء لتقصير مدة عرضه الطويلة.
ويقول الكاتب ستيفن كارتر: في عام 1939 أنتج فلم عن الرواية وكسب شهرة واسعة، ومنذ ذلك الوقت ظل فلم «ذهب مع الريح» أكثر الأفلام الشعبية جاذبية، والآن وهو من حيث التمثيل والإخراج يقف بمصاف أفضل الأفلام التي أنتجت خلال السنوات الأخيرة.
لكن رؤية الفلم لا تعود إلى ميتشيل. فالنص تمت زخرفته على الشاشة، وفي بداية الفلم هناك إشارة إلى «حضارة ذهبت مع الريح» وهذا غير موجود في الرواية. كانت رواية ميتشيل مهووسة بتصنيف الأفعال الشائنة المفترضة التي قامت بها قوات الاتحاد.
لكن النسخة الهوليوودية كانت مهووسة بالعرق. فباستثناء هاتي ماك دانيال التي حصلت على جائزة الأوسكار للعبها دور مامي، فإن الشخصيات السوداء في الفلم كانت أكثر عدوانية مما هي عليه في الرواية، خصوصا بريسي التي لعبت دورها بترفلاي ماكوين.
مع ذلك حاول منتجو الأفلام أن يعقموا رواية ميتشيل. لذلك بدؤوا بعملية تهدف إلى تحقيق ذلك. فالبطل ريت بتلر الساكن في مخيلتنا الجماعية لا يعود إلى ميتشيل بل لهوليوود التي تمكنت من ابتكاره عبر كلارك غيبل، حتى ان الشخصية الاصلية التي خطتها ميتشيل تم نسيانها بشكل كبير.
أرادت هوليوود شخصية ريت من دون شوائب، أي رجلا لا يحتاج إلى تبرير أفعاله والذي أظهر تنبؤا بأن الجنوب سيهزم في الحرب. لذلك فإن الفلم حذف شرح ريت لسكارليت المندهشة عن أن الحرب الأهلية لم تكن بسبب «السود» فقط بل ستكون «دائما هناك حروب لأن الرجال يحبون الحروب».

## استجابة 1939
افتتح الفلم في جورجيا، في 15 ديسمبر 1939، باعتباره ذروة احتفالات دامت ثلاثة أيام، استضافتها شركة مايور، وحضرها نجوم الفلم، واشتملت على حفلات استقبال، وآلاف الرايات الخاصة بالفلم، والصور المعلقة على المنازل والمحلات. أعلن حاكم جورجيا يوم 15 ديسمبر إجازة للولاية. وسيتذكر الرئيس الأمريكي جيمي كارتر الحدث على أنه «أكبر أحداث الجنوب في حياتي.»
منذ ديسمبر 1939 وحتى يونيو 1940، كان الفلم يعرض في دور محدودة، وتذاكره تحجز مسبقاً، قبل أن يعرض بشكل عام في 1941. وأصبح منذ ذلك الحين أعلى الأفلام مدخولاً في التاريخ (الأمر الذي يلائم سمعته).

### ميراث الفلم

بوستر لإعادة العرض (1998)

عُرض الفلم مجدداً في صالات السينما في الأعوام: 1947 و1954 و1961 و1967 و1971 و1989 و1998. وفي يونيو 1976 عُرض على شاشات التلفاز، وشاهده 47.5% من ملاك البيوت في أمريكا، و65% من مشاهدي التلفاز.
في 1998، صنفه معهد الفلم الأمريكي في المرتبة الرابعة في قائمته لأعظم مائة فلم. واختير لحفظه في سجل الأفلام الوطنية في الولايات المتحدة الأمريكية حيث أعيد ترميمه بالكامل رقمياً.
صُوِّت لجملة ريت بتلر الشهيرة في وداع سكارليت أوهارا: «بصراحة، يا عزيزتي، أنا لا آبه إطلاقاً.» في استفتاء لمعهد الفلم الأمريكي في 2005 كأكثر جملة قابلية للتذكر في تاريخ السينما.
في 2005، صُنفت موسيقى ماكس شتاينر للفلم على أنها ثاني أعظم موسيقى تصويرية في التاريخ.

## التتمة
استمرت الشائعات عن نية هوليوود إنتاج تتمة لفلم ذهب مع الريح عقوداً، حتى 1994، عندما أنتجت التتمة أخيراً للتلفاز؛ مبنية على رواية ألكساندرا ريبلي سكارليت، وهي ذاتها تتمة لرواية ميتشل الأصلية. لقي الكتاب والسلسلة القصيرة مراجعات متعددة. في نسخة التلفزيون لعب ممثلون بريطانيون الدورين الرئيسيين: الممثل ويلزي المولد تيموثي دالتون لعب دور ريت، بينما لعبت الممثلة المولودة في مانشستر جوان والي دور سكارليت.

## الطاقم
- إخراج
  - فيكتور فليمنغ
  - جورج كوكر (لم يُسجل اسمه، ترك الإنتاج)
  - سام وود (لم يُسجل اسمه، واصل العمل في غياب فلمنغ)
  - عماد كراجة (مخرج أول ومنتج)
- الكتاب
  - مارغريت ميتشل (الرواية)
  - سيدني هاوارد (السيناريو)
  - بين هيكت (لم يُسجل اسمه)
  - ديفد أو. سيلزنيك (لم يُسجل اسمه)
  - جو سويرلنغ (لم يُسجل اسمه)
  - جون فان دروتن (لم يُسجل اسمه)
- الممثلون
  - كلارك غيبل – ريت بتلر
  - فيفيان لي – سكارليت أوهارا
  - ليزلي هاوارد – آشلي ويلكس
  - أوليفيا دوهافيلاند – ميلاني هاملتون
  - توماس ميتشل – جيرالد أوهارا
  - باربارا أونيل – إيلين أوهارا
  - إيفلين كيز – سوالين أوهارا
  - آن رذرفورد – كارين أوهارا
  - جورج ريفز – ستيوارت تارلتون
  - هاتي مكدانيل – مامي
  - أوسكار بولك – بورك
  - بترفلي مكوين – بريسي
  - فيكتور جوري – جوناس ويلكرسون
  - إيفيرت براون – بيغ سام
  - هاوارد ك. هيكمان – جون ويلكس
  - أليشيا ريت – إنديا ويلكس
  - راند بروكس – تشارلز هاملتون
  - كارول ني – فرانك كيندي
  - كامي كينغ – بوني بلو بتلر
  - أونا مونسون – بيل واتلنغ
- إنتاج
  - ديفد أو. سيلزنيك

## جوائز الأوسكار
- أفضل فلم – ديفد أو سيلزنيك، المنتج
- أفضل مخرج – فيكتور فليمنغ
- أفضل ممثلة في دور رئيسي – فيفيان لي
- أفضل ممثلة في دور ثانوي – هاتي مكدانيل
- أفضل مخرج فني – ليل ر. ويلر
- أفضل تصوير سينمائي ملون – إرنست هالر وراي ريناهان
- أفضل مونتاج – هال. ك. كيرن وجيمس أي. نيوكوم
- أفضل سيناريو – سيدني هاوارد
- جائزة تذكارية – ويليام كاميرون مينزيس – «للإنجاز المذهل في استخدام الألوان لتعزيز الحالة الدرامية في إنتاج ذهب مع الريح» (لوحة تذكارية)
- جائزة الإنجاز التقني – دون موسغريف – «للريادة في استخدام المعدات في إنتاج ذهب مع الريح.»

### الترشيحات
- أفضل ممثل في دور رئيسي – كلارك غيبل
- أفضل ممثلة في دور ثانوي – أوليفيا دوهافيلاند
- أفضل مؤثرات خاصة – فريد ألبين (صوت)، جاك كوسغروف (تصوير)، وآرثر جونز (صوت)
- أفضل موسيقى اصلية – ماكس شتاينر
- أفضل تسجيل صوت – توماس ت. مولتون

## وصلات خارجية
- ذهب مع الريح على موقع IMDb (الإنجليزية)
- ذهب مع الريح على موقع ميتاكريتيك (الإنجليزية)
- ذهب مع الريح على موقع الموسوعة البريطانية (الإنجليزية)
- ذهب مع الريح على موقع روتن توميتوز (الإنجليزية)
- ذهب مع الريح على موقع نتفليكس (الإنجليزية)
- ذهب مع الريح على موقع قاعدة بيانات الأفلام العربية
- ذهب مع الريح على موقع ألو سيني (الفرنسية)
- ذهب مع الريح على موقع Turner Classic Movies (الإنجليزية)
- ذهب مع الريح على موقع أول موفي (الإنجليزية)
- ذهب مع الريح على موقع بوكس أوفيس موجو (الإنجليزية)
- (بالإنجليزية) Gone with the Wind  في قاعدة بيانات الأفلام على الإنترنت (بالإنجليزية)
- (بالإنجليزية) ذهب مع الريح في موقع الممثلات الكلاسيكيات
- (بالإنجليزية) الخط الزمني لذهب مع الريح (تاريخ جورجيا) نسخة محفوظة 5 مارس 2005 على موقع واي باك مشين.
- (بالإنجليزية) أعظم الأفلام
- (بالإنجليزية) ريفسنترال نسخة محفوظة 20 أكتوبر 2006 على موقع واي باك مشين.
- (بالإنجليزية) Scarlett (sequel)  في قاعدة بيانات الأفلام على الإنترنت (بالإنجليزية)
- (بالإنجليزية) قائمة الممثلين الذين رفضوا أدواراً في الفلم
- (بالعربية) ذهب مع الريح: قصة غرام رخيصة
- ذهب مع الريح في موقع الفلم